# Cortes (Surigao du Sud)
Pour les articles homonymes, voir Cortes.
Cortes est une localité de la province du Surigao du Sud, aux Philippines. En 2015, elle compte 15 912 habitants.